# Rocky Mound
Rocky Mound – miasto w Stanach Zjednoczonych, w stanie Teksas, w hrabstwie Camp.